# Ammothella heterosetosa
Ammothella heterosetosa là một loài nhện biển trong họ Ammotheidae. Loài này thuộc chi Ammothella. Ammothella heterosetosa được miêu tả khoa học năm 1942 bởi Hilton.